# UCI WorldTour 2025
Die UCI WorldTour 2025 ist die 15. Ausgabe der höchsten Rennserie des Straßenradsports der Männer.
Sie begann am 21. Januar mit der Tour Down Under und soll am 19. Oktober mit der Tour of Guangxi enden. Im Vergleich zum Vorjahr soll es durch die Neueinführung des Copenhagen Sprint ein Rennen mehr und damit insgesamt 36 Wettbewerbe geben.
Neben den Grand Tours Giro d’Italia, Tour de France und Vuelta a España sind auch Eintagesrennen wie die fünf Monumente des Radsports Teil des Rennkalenders.

## Rennen
| Datum             | Rennen                                      | Weltranglisten-Punkte | Sieger                                        |
| ----------------- | ------------------------------------------- | --------------------- | --------------------------------------------- |
| 21.–26. Januar    | Tour Down Under (Details)                   | 500                   | Jhonatan Narváez (UAE Team Emirates-XRG)      |
| 2. Februar        | Cadel Evans Great Ocean Road Race (Details) | 300                   | Mauro Schmid (Team Jayco AlUla)               |
| 17.–23. Februar   | UAE Tour (Details)                          | 300                   | Tadej Pogačar (UAE Team Emirates-XRG)         |
| 1. März           | Omloop Het Nieuwsblad (Details)             | 300                   | Søren Wærenskjold (Uno-X Mobility)            |
| 8. März           | Strade Bianche (Details)                    | 400                   | Tadej Pogačar (UAE Team Emirates-XRG)         |
| 9.–16. März       | Paris–Nizza (Details)                       | 500                   | Matteo Jorgenson (Team Visma-Lease a Bike)    |
| 10.–16. März      | Tirreno–Adriatico (Details)                 | 500                   | Juan Ayuso (UAE Team Emirates-XRG)            |
| 22. März          | Mailand–Sanremo (Details)                   | 800                   | Mathieu van der Poel (Alpecin-Deceuninck)     |
| 24.–30. März      | Katalonien-Rundfahrt (Details)              | 400                   | Primož Roglič (Red Bull-Bora-hansgrohe)       |
| 26. März          | Classic Brugge-De Panne (Details)           | 300                   | Juan Sebastián Molano (UAE Team Emirates-XRG) |
| 28. März          | E3 Classic (Details)                        | 400                   | Mathieu van der Poel (Alpecin-Deceuninck)     |
| 30. März          | Gent–Wevelgem (Details)                     | 500                   | Mads Pedersen (Lidl-Trek)                     |
| 2. April          | Dwars door Vlaanderen (Details)             | 300                   | Neilson Powless (EF Education-EasyPost)       |
| 6. April          | Flandern-Rundfahrt (Details)                | 800                   | Tadej Pogačar (UAE Team Emirates-XRG)         |
| 7.–12. April      | Baskenland-Rundfahrt (Details)              | 400                   | João Almeida (UAE Team Emirates-XRG)          |
| 13. April         | Paris–Roubaix (Details)                     | 800                   | Mathieu van der Poel (Alpecin-Deceuninck)     |
| 20. April         | Amstel Gold Race (Details)                  | 500                   | Mattias Skjelmose (Lidl-Trek)                 |
| 23. April         | La Flèche Wallonne (Details)                | 400                   | Tadej Pogačar (UAE Team Emirates-XRG)         |
| 27. April         | Lüttich–Bastogne–Lüttich (Details)          | 800                   | Tadej Pogačar (UAE Team Emirates-XRG)         |
| 29. April–4. Mai  | Tour de Romandie (Details)                  | 500                   | João Almeida (UAE Team Emirates-XRG)          |
| 1. Mai            | Eschborn–Frankfurt (Details)                | 300                   | Michael Matthews (Team Jayco AlUla)           |
| 9. Mai–1. Juni    | Giro d’Italia (Details)                     | 1100                  | Simon Yates (Team Visma-Lease a Bike)         |
| 8.–15. Juni       | Critérium du Dauphiné (Details)             | 500                   | Tadej Pogačar (UAE Team Emirates-XRG)         |
| 15.–22. Juni      | Tour de Suisse (Details)                    | 500                   | João Almeida (UAE Team Emirates-XRG)          |
| 22. Juni          | Copenhagen Sprint (Details)                 | 300                   | Jordi Meeus (Red Bull-Bora-hansgrohe)         |
| 5.–27. Juli       | Tour de France (Details)                    | 1300                  | Tadej Pogačar (UAE Team Emirates-XRG)         |
| 2. August         | Clásica San Sebastián (Details)             | 400                   | Giulio Ciccone (Lidl-Trek)                    |
| 4.–10. August     | Polen-Rundfahrt (Details)                   | 400                   | Brandon McNulty (UAE Team Emirates-XRG)       |
| 17. August        | Cyclassics Hamburg (Details)                | 400                   | Rory Townsend (Q36.5 Pro Cycling Team)        |
| 20.–24. August    | Benelux Tour                                | 400                   |                                               |
| 23. Aug.–14. Sep. | Vuelta a España (Details)                   | 1100                  |                                               |
| 31. August        | Bretagne Classic Ouest-France               | 400                   |                                               |
| 12. September     | GP de Québec                                | 500                   |                                               |
| 14. September     | GP de Montréal                              | 500                   |                                               |
| 11. Oktober       | Il Lombardia                                | 800                   |                                               |
| 14.–19. Oktober   | Gree-Tour of Guangxi                        | 300                   |                                               |

## Teams
Es wurden insgesamt 18 Teams für die UCI WorldTour 2025 lizenziert. Die Teams sind – abgesehen von Änderungen an Sponsorennamen – dieselben wie in der Vorsaison. Auf Grund der Weltranglistenposition erhielten (ebenfalls wie in der Vorsaison) die UCI ProTeams Lotto und Israel-Premier Tech Startrecht zu allen WorldTour-Rennen und Uno-X Mobility zu allen Eintagesrennen der WorldTour.
| Name (UCI-Code)                  | Betreiber                        | Nationalität                 | Radhersteller    | WorldTeam seit |
| -------------------------------- | -------------------------------- | ---------------------------- | ---------------- | -------------- |
| Alpecin-Deceuninck (ADC)         | Wielerteam ciclismo Mundial BVBA | Belgien                      | Canyon Bicycles  | 2023           |
| Arkéa-B&B Hôtels (ARK)           | Pro Cycling Breizh               | Frankreich                   | Bianchi          | 2023           |
| Bahrain Victorious (TBV)         | Bahrain World Tour Cycling Team  | Bahrain                      | Merida           | 2017           |
| Cofidis (COF)                    | Cofidis Compétition EUSRL        | Frankreich                   | LOOK             | 2020           |
| Decathlon AG2R La Mondiale (DAT) | EUSRL France Cyclisme            | Frankreich                   | Van Rysel        | 2009           |
| EF Education-EasyPost (EFE)      | EF Pro Cycling                   | Vereinigte Staaten           | Cannondale       | 2009           |
| Groupama-FDJ (GFC)               | Société de Gestion de L'Echappée | Frankreich                   | Wilier Triestina | 2012           |
| Ineos Grenadiers (IGD)           | Tour Racing Limited              | Vereinigtes Königreich       | Pinarello        | 2010           |
| Intermarché-Wanty (IWA)          | Want You Cycling                 | Belgien                      | Cube             | 2021           |
| Lidl-Trek (LTK)                  | Trek Factory Racing              | Vereinigte Staaten           | Trek             | 2011           |
| Movistar Team (MOV)              | Abarca Sports S.L.               | Spanien                      | Canyon Bicycles  | 2009           |
| Red Bull-Bora-hansgrohe (RBH)    | RB pro cycling GmbH              | Deutschland                  | Specialized      | 2017           |
| Soudal Quick-Step (SOQ)          | Decolef lux sarl                 | Belgien                      | Specialized      | 2009           |
| Team Jayco AlUla (JAY)           | GreenEdge Cycling                | Australien                   | Giant            | 2012           |
| Team Picnic PostNL (TPP)         | SMS Cycling B.V.                 | Niederlande                  | Lapierre         | 2013           |
| Team Visma-Lease a Bike (TVL)    | Blanco Pro Cycling Team          | Niederlande                  | Cervélo          | 2009           |
| UAE Team Emirates-XRG (UAD)      | CGS Cycling Team AG              | Vereinigte Arabische Emirate | Colnago          | 2009           |
| XDS Astana Team (XAT)            | Abacanto SA                      | Kasachstan                   | X-Lab            | 2009           |